# NGC 5492
NGC 5492 é uma galáxia espiral (Sb/P) localizada na direcção da constelação de Boötes. Possui uma declinação de +19° 36' 43" e uma ascensão recta de 14 horas, 10 minutos e 35,2 segundos.
A galáxia NGC 5492 foi descoberta em 20 de Abril de 1792 por William Herschel.